# Bataille de Sasireti
Guerres byzantino-géorgiennes
Batailles
- Shirimni (1021)
- Svindax (1022)
- Sasireti (1042)

La bataille de Sasireti se déroule en 1042 près du village de Sasireti dans la région actuelle de Kartlie intérieure, à proximité de la ville de Kaspi durant la guerre civile du royaume de Géorgie. Elle se termine par la défaite décisive de l'armée du roi Bagrat IV de Géorgie et la victoire du seigneur rebelle Liparit IV (en), duc de Kldekari.

## Contexte
Une dispute entre le roi Bagrat IV et son ancien général, Liparit Baghvashi, un puissant duc de Kldekari, éclate durant leur campagne contre la cité géorgienne Tbilissi (1037-1040) qui était dirigée par des émirs arabes. Le roi conseillé par les opposants de Liparit fait la paix en 1040 avec l'émir Ali ibn-Jafar, un ennemi du duc. En représailles, Liparit se révolte et projette de mettre Demetre, le demi-frère du roi, sur le trône géorgien. Toutefois, il échoue et arrête les hostilités avec Bagrat, recevant le titre de Grand duc de Kartli mais abandonnant son fils Ioane comme otage du roi. Bientôt, Liparit se rebelle à nouveau et demande l'aide byzantine. Soutenu par les Byzantins et par l'armée de Kakhétie (un royaume à l'est de la Géorgie), il libère son fils et invite de nouveau le prince prétendant Demeter à se faire couronner roi. Ce dernier meurt au tout début de la guerre mais Liparit continue de combattre les forces royales.
L'armée royale dirigée par le roi Bagrat est rejointe par un détachement de 700 Varègues, sûrement un corps de l'expédition du viking suédois Ingvar le Grand Voyageur. Selon une vieille chronique géorgienne, ils arrivent à Bashi, une place située près des bouches du Rioni à l'ouest de la Géorgie.

## Bataille
Les deux armées se battent lors d'une bataille décisive près du village de Sasireti à l'est de la Géorgie au cours de l'été 1042. Lors de cette bataille difficile, l'armée royale est battue et doit battre en retraite vers l'ouest. Liparit s'empare de la forteresse clé d'Artanuji par laquelle il devient le leader virtuel des provinces orientales et méridionales de Géorgie.

## Conséquences
Battu lors de la bataille, Bagrat IV doit attendre 1059 avant de rétablir son autorité sur son royaume en forçant le rénégat Liparit à s'exiler à Constantinople.